# Coppa Italia (Eishockey) 2012/13
Die Saison 2012/13 war die 17. Austragung des italienischen Pokalwettbewerbs im Eishockey. Titelverteidiger war der SG Cortina. Der HC Valpellice sicherte sich am 12. und 13. Januar 2013 im PalaTazzoli in Turin zum ersten Mal in der Geschichte den Pokal.

## Teilnehmende Mannschaften
- HC Alleghe
- HC Pustertal
- Ritten Sport
- HC Valpellice

## Turnier

### Halbfinale
| 12. Januar 2013 17:30 Uhr | HC Alleghe V. Rocco (48:28) N. Fontanive (59:53) D. Veggiato (61:31) | 3:2 n. V. (0:1, 0:0, 2:1, 1:0) Spielbericht | Ritten Sport (18:46) D. Tudin (54:57) G. Jacina | Palasport Tazzoli, Turin Zuschauer: 1.300 |

| 12. Januar 2013 21:00 Uhr | HC Valpellice R. Sirianni (3:49) R. Sirianni (13:37) N. DiCasmirro (23:57) B. Ihnacak (27:19) B. Ihnacak (34:50) | 5:1 (2:0, 3:1, 0:0) Spielbericht | HC Pustertal (20:49) J. Jensen | Palasport Tazzoli, Turin Zuschauer: 2.740 |

### Finale
| 13. Januar 2013 18:00 Uhr | HC Alleghe A. Fontanive (14:22) V. Rocco (38:49) J. LoVecchio (40:36) | 3:7 (1:3, 1:2, 1:2) Spielbericht | HC Valpellice (0:18) R. Sirianni (16:05) B. Dupont (17:21) F. Runer (20:49) R. Sirianni (31:50) R. Sirianni (58:22) R. Sirianni (58:54) M. Mondon Marin | Palasport Tazzoli, Turin Zuschauer: 2.690 |

## Kader des italienischen Pokalsiegers
| Italienischer Pokalsieger HC Valpellice | Torhüter: Jordan Parise, Andrea Rivoira Verteidiger: Nick Anderson, Trevor Johnson (C), Matteo Mondon Marin, Florian Runer, Andrea Schina, Slavomir Tomko Angreifer: Anthony Aquino, Pietro Canale, Stefano Coco, Nate DiCasmirro (A), Brodie Dupont, Martino Durand Varese, Brian Ihnacak, Ralph Intranuovo, Paolo Nicolao, Marco Pozzi, Alex Silva (A), Rob Sirianni Cheftrainer: Mike Flanagan |